# Baffins
Baffins – dzielnica w Portsmouth, w Anglii, w Hampshire, w dystrykcie (unitary authority) Portsmouth. W 2011 dzielnica liczyła 15 121 mieszkańców.